# Causapscal
Causapscal ist eine kanadische Gemeinde in der Provinz Québec. 
Sie wurde 1880 gegründet und hatte im Jahr 2016 2304 Einwohner. Causapscal liegt in einem Tal in den nördlichen Appalachen an der Mündung des Rivière Causapscal in den Rivière Matapédia. Die Gemeinde gehört zur Regionalen Grafschaftsgemeinde La Matapédia. Causapscal liegt 20 km südöstlich von Amqui. Die Route 132 führt in West-Ost-Richtung durch Causapscal; außerdem gibt es einen Bahnhof.

## Persönlichkeiten
- Maurice Boucher (1953–2022), Rockeranführer und Verbrecher
- Olivier Roy (* 1991), Eishockeytorwart